# Читинська область
Чити́нська о́бласть (рос. Чити́нская о́бласть) — колишній суб'єкт Російської Федерації, входив до складу Сибірського федерального округу.
Адміністративний центр — м. Чита.
Область межувала з Амурською і Іркутською областями, республіками Бурятія і Якутія, Агінським Бурятським автономним округом, мала зовнішній кордон з Китаєм і Монголією.
Область була утворена 26 вересня 1937, а 1 березня 2008 року в результаті об'єднання з Агінським Бурятським автономним округом був утворений Забайкальський край.

## Географія

### Географічне положення
Область займала південний схід Східного Сибіру, який частіше іменують Забайкаллям. Територія простягалась від озера Байкалу на заході до державного кордону з Китаєм і межею з Амурською областю на сході, від Північно-Байкальського, Патомського і Олекмо-Чарського нагір'їв на півночі до державного кордону Росії з Монголією і Китаєм на півдні. Західну частину Забайкалля займає Республіка Бурятія, а східну — Забайкальський край. Природними межами між ними є західна околиця Хентей-Даурського нагір'я — хребти Цаган-Хуртей, Яблоновий — долина верхньої і середньої течії Вітіму.

### Особливості
- по її території проходить частина Світового вододілу між Північним Льодовитим і Тихим океанами
- крайній південь регіону відносився до однієї з безстічних областей материка — (Торейський безстічний басейн)
- південний захід з річковими системами Хілку та Чикою — частина Байкальського басейну, а озеро Байкал відноситься до Ділянки Світової Спадщини
- північ — Станове нагір'я — входить в Байкальську рифтову зону, де дуже активні неотектонічні рухи, що супроводжуються землетрусами різної сили аж до катастрофічних
- на дану територію проникають повітряні маси атлантичного, тихоокеанського і арктичного походження різного ступеня трансформації і впливу на клімат.

Площа Читинської області і Агінського Бурятського автономного округу становила 431,5 тис. км² (з них 19,5 тис. км² припадало на Агінський Бурятський автономний округ), що трохи менше площі таких держав (окремо), як Швеція, Марокко, Узбекистан, але більше ніж Японія, Італія або ФРН.

### Гідрографія
Основні річки: Шилка і Аргунь (витоки Амуру), Хілок і Чикой (притоки Селенги), Олекма і Вітім (притоки Лени).

### Природа
Рослинний світ на території області відзначається великою різноманітністю. Це пов'язано зі складністю геологічної будови, різноманітністю природних умов, тривалою історією розвитку.
Гірський рельєф, що створює різноманітність місць проживань, сприяв збереженню в екологічних нішах реліктів різних геологічних часів. Їхньому збереженню сприяла відсутність суцільного покривного заледеніння. Корінний зональний рослинний покрив території утворений степовими, лісовими і високогірними рослинними співтовариствами.
При просуванні з південного сходу на північний захід слідують три широтні зони: степова, лісостепова, лісова або тайгова.

### Біосферні заповідники
Читинська область, завдячуючи особливій біосферній значущості її природних комплексів, мала два державні біосферні заповідники — Сохондінський і Даурський. Території заповідників відносяться до IX міжнародної категорії. Тут зберігаються особливі умови проживання або зростання рідкісних або унікальних видів рослин і тварин.
На півночі області передбачалось створити Кодарський національний парк, в периферійній частині басейну озера Байкал — Чикойський національний парк. У травні 1999 р. створено національний парк Алханай в Агінському Бурятському автономному окрузі. Вивчалися можливості створення Саханайського і Адун-Челонського національних парків. По міжнародній класифікації національні парки відносяться до 11 категорії і є для більшості країн, що мають можливостями для виділення і збереження таких територій, іноді основним засобом економічного розвитку.

### Корисні копалини
Промислові запаси заліза, вугілля, молібдену, вольфраму, золота, свинцю, цинку, флюориту, будівельних матеріалів. Крупні родовища — Удоканське мідне, Бугдаїнське молібденове, Ново-Широкінське золотополіметалічне, розвідані 16 поліметалічних родовищ (Спаське, Октябрське, Сєверо-Акатуєвське, Савінське 5, Трьохсвятительське і ін). В кінці 1950-х — середині 1960-х років були розвідані Удоканське родовище міді, Бугдаїнське і Жірекенське родовища молібдену, Спокойнінське, Орловське і Етикинське рідкометальне, унікальне Стрельцовське родовище урану. Останнє стало сировинною базою для будівництва крупного Приаргунського гірничо-хімічного комбінату і міста Краснокаменська. У 1950-х роках завершена розвідка унікальної за якістю сировини Усуглинського, а також найбільшого в Забайкаллі Гарсонуйського родовищ флюориту.

#### Уранові родовища
- У вересні 2006 — ВАТ «ТВЕЛ» отримало право на розробку уранових родовищ Аргунське і Жерлове
- 8 лютого 2007 — ВАТ «Техснабекспорт» виграло конкурс на розробку уранових родовищ Березове і Горне.

Запаси на Березовому родовищі по категорії С2 становлять 3,05 млн т руди і 3481 т урану при середньому вмісті урану в руді 0,114 %. При цьому прогнозні ресурси урану по категорії Р1 становлять 500 т. Запаси Горного родовища по категорії С1 становлять 394 тис. т руди і 1087 т урану, по С2 — 1,77 млн т руди і 4226 т урану. Прогнозні ресурси родовища категорії Р1 становлять 4800 т урану. Запаси Оловського родовища по категорії В+С1 становлять 14,61 млн т руди і 11 898 т урану.

## Населення
Населення області — 1135,7 тис. осіб (2005). Густота населення — 2,6 осіб/км² (2005), питома вага міського населення — 63,4 % (2005).
Згідно з Всеросійським переписом населення 2002 року, національний склад населення області був наступним:
| Народ    | Чисельність, 2002, тис. (*) |
| -------- | --------------------------- |
| Росіяни  | 89,8 %                      |
| Буряти   | 6,1 %                       |
| Українці | 1 %                         |
| Татари   | 0,7 %                       |
| Вірмени  | 0,31 %                      |

## Адміністративний устрій
- Агінський район
- Акшинський район
- Александрово-Заводський
- Балейський район
- Борзінський район
- Газімуро-Заводський район
- Дульдургінський район
- Забайкальський район
- Каларський район
- Калганський район
- Каримський район
- Краснокаменський район
- Красночикойський район
- Кирінський район
- Могойтуйський район
- Могочинський район
- Нерчинський район
- Нерчинсько-Заводський район
- Оловяннінський район
- Ононський район
- Петровск-Забайкальський район
- Приаргунський район
- Сретенський район
- Тунгіро-Олекмінський район
- Тунгокоченський район
- Ульотовський район
- Хілоцький район
- Чернишевський район
- Читинський район
- Шелопугінський район
- Шилкинський район

## Об'єднання з Агінським Бурятським автономним округом
В ході референдуму 11 березня 2007 року більше 90 відсотків виборців проголосували за об'єднання Читинської області з Агінським Бурятським автономним округом і створення нового суб'єкта Російської Федерації — Забайкальського краю.